# Mosquée Binat Bibi
La mosquée Binat Bibi (en bengali : বিনত বিবির মসজিদ) est la plus ancienne mosquée subsistant aujourd'hui à Dacca, au Bangladesh. Elle est construite en 1454 par Bakht Binat, la fille de Marhamat, sous l'autorité du gouverneur Nasiruddin Mahmud Shah (en). Elle se trouve près du pont Hayat-Bepari dans le quartier de Narinda.

## Description
Cette mosquée comporte une salle carrée intérieure de 3,7 m de côté, surmontée d'un unique dôme hémisphérique. L'édifice compte trois entrées : à l'est, au nord et au sud. Les éléments architecturaux pré-moghols incluent les corniches et les créneaux incurvés, les poivrières d'angle octogonales, et les arcs des façades nord, sud et est. Les décorations sont modestes et le bâtiment est recouvert de plâtre.

## Rénovation
La mosquée est en cours de démolition partielle afin d'être rénovée, un projet qui comprend la construction d'un minaret de 21 m de haut et l'ajout de quatre étages au bâtiment actuel pour en atteindre sept.